# Deutscher Medienpreis Entwicklungspolitik
Der Deutsche Medienpreis Entwicklungspolitik (davor: Medienpreis Entwicklungspolitik) würdigt Journalisten für herausragende Arbeiten zu den Themen Menschenrechte und Entwicklung. Der Preis wird vom Bundesministerium für wirtschaftliche Zusammenarbeit und Entwicklung (BMZ) in Kooperation mit der Deutschen Welle (DW) vergeben. Die Deutsche Welle Akademie hat den Medienpreis 2013 konzeptionell neu ausgerichtet und setzt ihn organisatorisch um. Die Deutsche Gesellschaft für Internationale Zusammenarbeit (GIZ) steht dem Medienpreis im Hinblick auf menschenrechtliche Normen beratend zur Seite. Schirmherr ist der deutsche Bundespräsident.

## Geschichte
Der Deutsche Medienpreis Entwicklungspolitik wurde erstmals 1975 von dem damaligen Bundesminister für wirtschaftliche Zusammenarbeit Egon Bahr verliehen. Jährlich werden seitdem deutsche Journalisten ausgezeichnet, deren Beiträge aus Sicht des BMZ „das Bewusstsein der deutschen Öffentlichkeit für die Notwendigkeit der partnerschaftlichen Zusammenarbeit zwischen Industrieländern und Entwicklungsländern“ fördern.

## Neuausrichtung
2013 wurde der Deutsche Medienpreis erstmals in Kooperation mit der Deutschen Welle vergeben. Teilnehmen konnten neben deutschen zum ersten Mal auch Journalisten aus Afrika, Asien, Lateinamerika, Nah-Mittelost und Osteuropa. Inhaltlicher Schwerpunkt war das Thema „Menschenrechte und Entwicklung“. Eingereicht werden konnten Beiträge in sieben verschiedenen Sprachen: deutsch, englisch, französisch, spanisch, arabisch, chinesisch und russisch.
Die Auszeichnung erfolgte medienübergreifend (Audio, Video, Print, Online). Insgesamt wurden sieben Preise vergeben, die mit jeweils 2000 Euro und einer Einladung zur Preisverleihung in Berlin verbunden waren.
Ein zusätzlicher Sonderpreis des Publikums richtete sich an afrikanische Pressefotografen. Auch dieser Wettbewerb wurde für die kreative Umsetzung des Themas „Menschenrechte und Entwicklung“ vergeben und beinhaltete ein Preisgeld von 2000 Euro sowie eine Einladung zur Preisverleihung in Berlin.

## Die Jury
Die Jury bestand im Jahr 2013 aus folgenden Medienmachern, Experten der Entwicklungszusammenarbeit und Vertretern von Menschenrechtsorganisationen: Rita Knobel-Ulrich, Filmemacherin, Jens Schröder, stellvertretender Chefredakteur der GEO, Simone Pott, Pressesprecherin der Welthungerhilfe, Michael Windfuhr, stellvertretender Direktor des Deutschen Instituts für Menschenrechte, Auma Obama, Vorsitzende der Stiftung Sauti Kuu in Kenia und Ingo Zamperoni, Moderator der „tagesthemen“.
Die Preisverleihung fand am 14. August im ARD-Hauptstadtstudio statt.

## Schwerpunkt Menschenrechte und Entwicklung
Der Deutsche Medienpreis Entwicklungspolitik zeichnet Journalisten aus, die sich Menschenrechtsthemen widmen und damit Missstände aufdecken sowie Lebensbedingungen von benachteiligten oder vergessenen Gruppen beleuchten. Dazu gehören zumeist Frauen, ethnische Minderheiten, Menschen mit Behinderungen oder extrem Arme.

## Preisträger 2013
2013 gab es sieben Preisträger und 28 Finalisten.
Gewonnen haben:
- Afrika: Wade C.L. Williams (Liberia): "Still a hard life" – Auch unter einer Präsidentin kämpfen viele Frauen um das Überleben
- Asien: Gunjan Sharma (Indien): "Damned lives and statistics" – In staatlichen Psychiatrien werden Menschenrechte verletzt
- Lateinamerika: Olga Lucía Lozano, Marcela Peláez, Juanita León (Kolumbien): "Proyecto Rosa" – Multimedia-Dossier über das Schicksal der 'Verschwundenen'
- Nah-/Mittelost: Hanan Khandagji (Jordanien): "Missbrauch im Heim" – Übergriffe auf Kinder und Jugendliche in Zentren für Menschen mit Behinderung
- Osteuropa/Zentralasien: Volha Malafeyechava (Weißrussland): "Die Geschichte eines Homosexuellen" – Einblicke in ein Land mit weit verbreiteter Homophobie
- Deutschland: Uwe H. Martin: "Der Stoff, der über Leben entscheidet" – Die globale Baumwollproduktion ruiniert das Leben vieler Bauern und führt zu ökologischen und sozialen Problemen
- Sonderpreis des Publikums für afrikanische Pressefotografen: Oluyinka Ezekiel Adeparusi (Nigeria): "Wo es einen Willen gibt, da gibt es auch Bildung" – Kinder im schwimmenden Slum Makoko paddeln von der Schule nach Hause

Für eine Übersicht der Preisträger seit 1975 siehe Medienpreis Entwicklungspolitik.